# Mammillaria beneckei
Mammillaria beneckei là một loài thực vật có hoa trong họ Cactaceae. Loài này được Ehrenb. mô tả khoa học đầu tiên năm 1844.